# Ferdinando Fuga
Ferdinando Fuga, né le 11 novembre 1699 à Florence et mort le 7 février 1782  à Naples, est un architecte italien.

## Biographie
Fernandino Fuga fut l'élève du sculpteur italien Giovanni Battista Foggini. En 1717, il s'installa à Rome où il poursuivit ses études artistiques. Ses premières œuvres furent réalisées à Naples (1726-1727) puis à Palerme en Sicile (1728-1730). Il revint ensuite à Rome où il réalisa plusieurs monuments et de nombreuses façades d'édifices religieux et de palais. Il fut un des maîtres du Baroque napolitain.
Fernandino Fuga fut le maître de plusieurs architectes, notamment de Zanobi del Rosso.

## Quelques œuvres
- Le Palais Corsini
- Le Real Albergo dei Poveri de Naples
- Façade de la basilique Sainte-Marie-Majeure
- Façade du Palais de la Consulta
- Façade de l'église Sainte-Cécile-du-Trastevere
- L'aspect néo-classique de la cathédrale de Palerme
- Agrandissement du musée archéologique national de Naples
- Rénovation du Teatro San Carlo
- Reconstruction de la basilique Sant'Apollinare

## Galerie de photographies

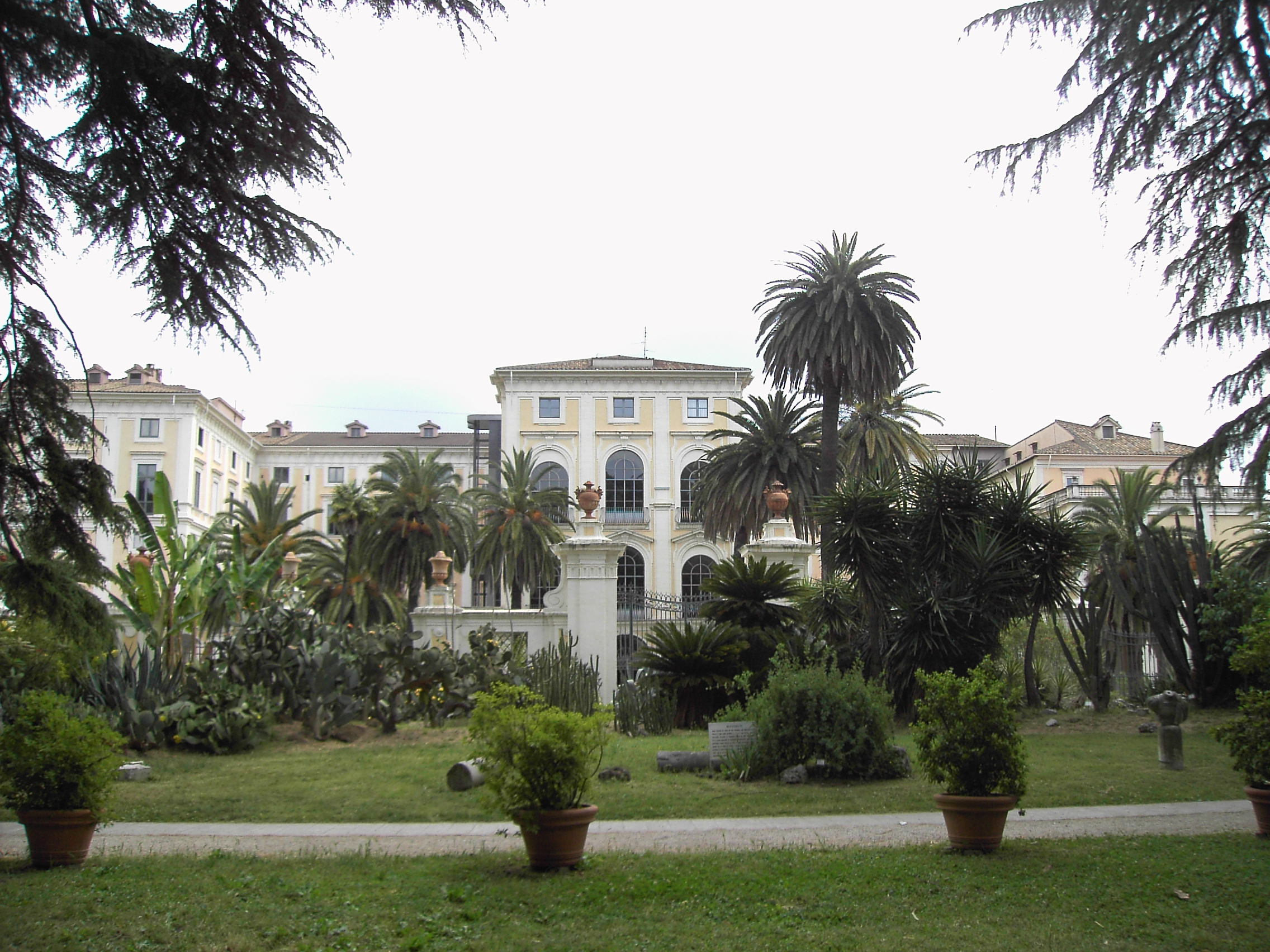
Le palais Corsini.
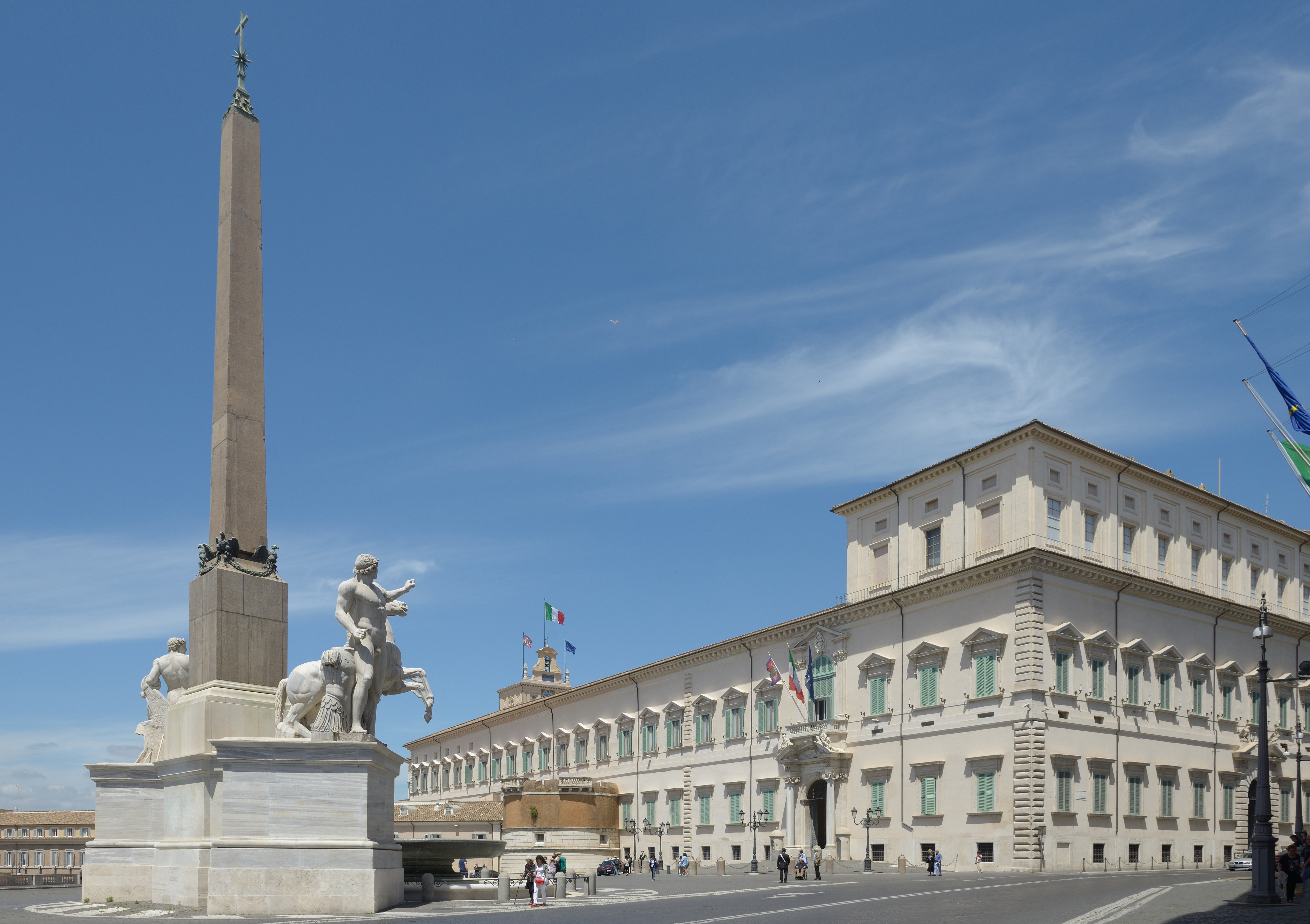
Le palais du Quirinal.
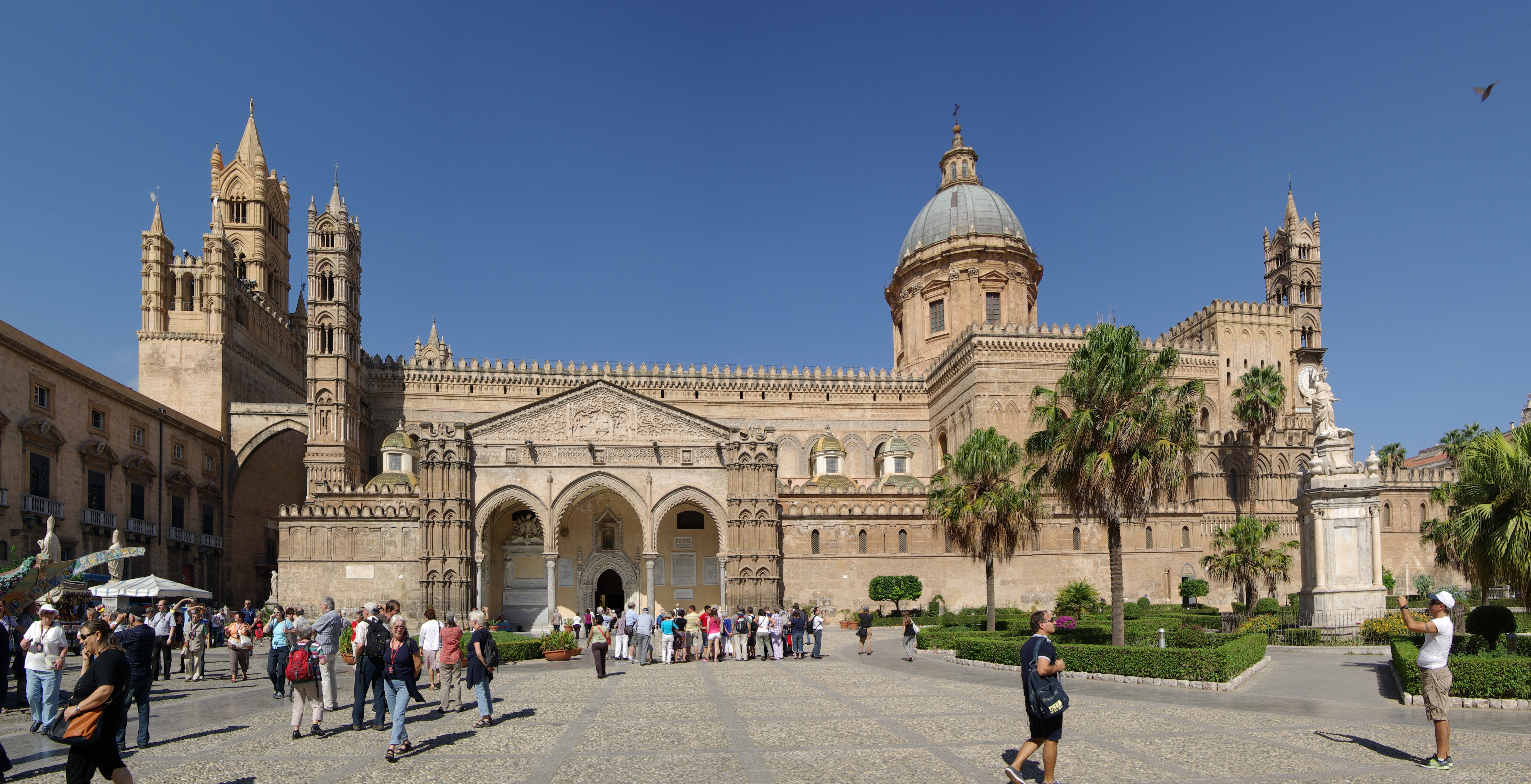
La cathédrale de Palerme.
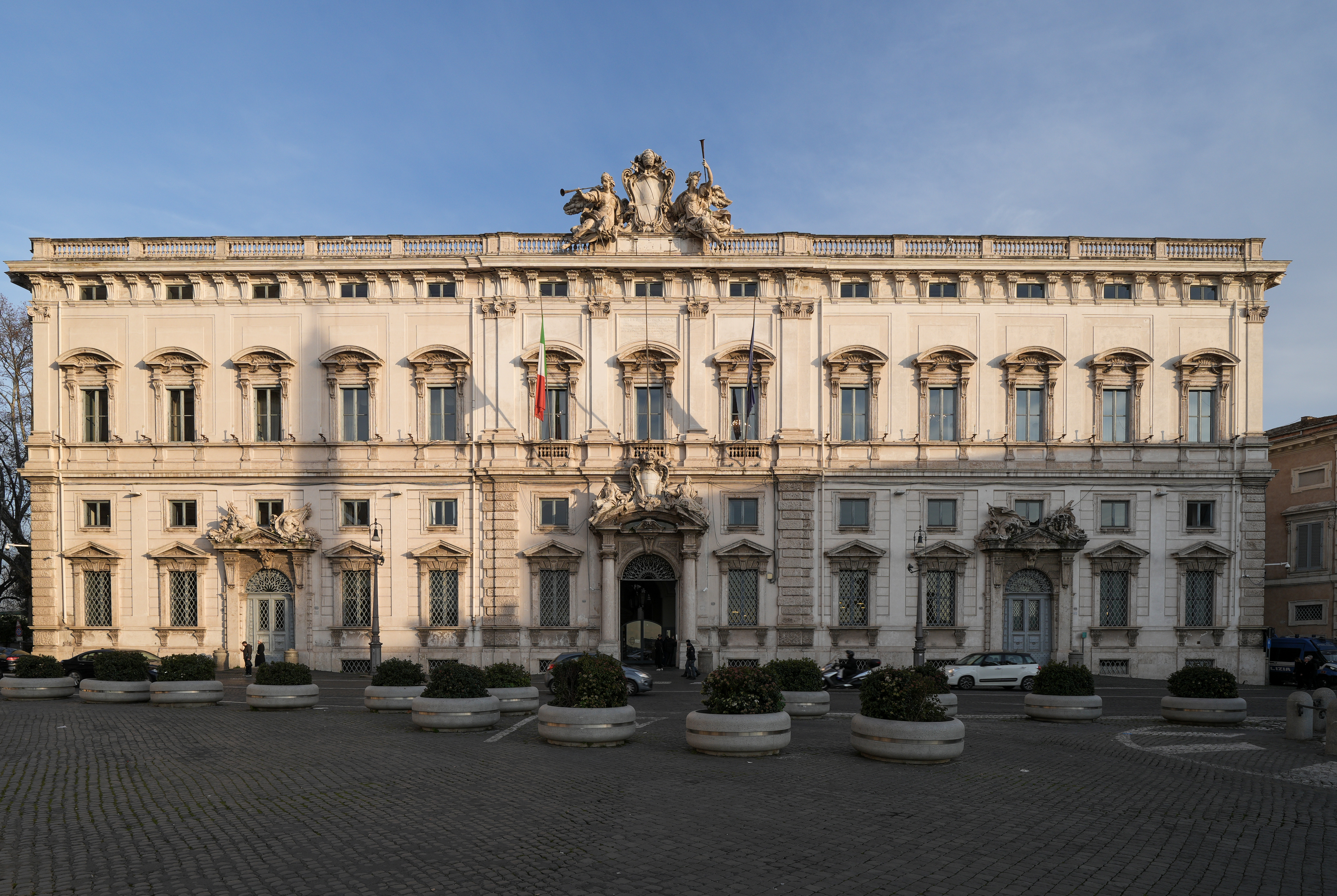
Le Palazzo della Consulta.